# Satz von Cayley
Der Satz von Cayley ist ein nach dem englischen Mathematiker Arthur Cayley benannter Satz aus der Algebra. Er besagt, dass man jede Gruppe als Untergruppe einer symmetrischen Gruppe realisieren kann.
Dieses Ergebnis spielte für die Entwicklung der Gruppentheorie im 19. Jahrhundert eine wichtige Rolle, denn es stellt sicher, dass jede abstrakte Gruppe isomorph zu einer konkreten Gruppe von Permutationen ist. Anders gesagt, jede Gruppe lässt sich treu als Permutationsgruppe darstellen. Der Satz von Cayley bildet damit einen Ausgangspunkt der Darstellungstheorie, die eine gegebene Gruppe untersucht, indem sie ihre Darstellungen auf konkreten und gut verstandenen Gruppen nutzt.

## Aussage des Satzes
Der Satz von Cayley besagt:
Jede Gruppe ist isomorph zu einer Untergruppe einer symmetrischen Gruppe.
Ausführlicher bedeutet das Folgendes:
Sei {\displaystyle (G,*)} eine Gruppe.  Dann existiert eine Menge {\displaystyle M} und in der symmetrischen Gruppe {\displaystyle \mathrm {Sym} (M)} eine Untergruppe {\displaystyle U}, so dass {\displaystyle (G,*)} isomorph zu {\displaystyle (U,\circ )} ist.
Wenn die gegebene Gruppe {\displaystyle G} zudem endlich ist, kann man hierzu auch eine endliche Menge {\displaystyle M} wählen.
Genauer gilt: Ist {\displaystyle G} von Ordnung {\displaystyle n}, dann ist {\displaystyle G} isomorph zu einer Untergruppe von {\displaystyle S_{n}}.

## Anwendungen
Die praktische Bedeutung des Satzes von Cayley besteht darin, jede beliebige Gruppe {\displaystyle G} als Untergruppe einer konkreten Gruppe darzustellen. Als konkrete Gruppe betrachtet man hier eine symmetrische Gruppe {\displaystyle \mathrm {Sym} (M)} bestehend aus allen bijektiven Abbildungen einer Menge {\displaystyle M} in sich. Die Verknüpfung in der symmetrischen Gruppe {\displaystyle \mathrm {Sym} (M)} ist gegeben durch die Hintereinanderausführung {\displaystyle (f\circ g)(x):=f(g(x))}. Permutationsgruppen sind sehr praktisch in dem Sinne, dass man ihre Elemente (die Permutationen) bequem aufschreiben und leicht mit ihnen rechnen kann. Dies ist insbesondere in der Computeralgebra nützlich.
Auf theoretischer Ebene eröffnet der Satz von Cayley die Möglichkeit, die Theorie der Permutationsgruppen auf jede beliebige Gruppe anzuwenden. Man spricht von einer Permutationsdarstellung der gegebenen Gruppe. Daneben gibt es noch andere Möglichkeiten, Gruppen in spezieller Form darzustellen, zum Beispiel als Matrixgruppe, das heißt als Untergruppe einer linearen Gruppe. Man spricht dann von einer linearen Darstellung, siehe dazu den Artikel Darstellung (Gruppe).

## Beweis des Satzes
Vor dem eigentlichen Beweis lohnt es sich, die wesentliche Idee an einem einfachen Beispiel zu illustrieren. Der nachfolgende Beweis formuliert dann die gemachten Beobachtungen nur aus.

### Einführendes Beispiel
Betrachten wir zur Illustration die Kleinsche Vierergruppe {\displaystyle (V,*)}, die wir hier durch die Menge {\displaystyle V=\{1,2,3,4\}} mit folgender Verknüpfungstafel darstellen:
| {\displaystyle *} | 1 | 2 | 3 | 4 |
| 1                 | 1 | 2 | 3 | 4 |
| 2                 | 2 | 1 | 4 | 3 |
| 3                 | 3 | 4 | 1 | 2 |
| 4                 | 4 | 3 | 2 | 1 |
| ----------------- | - | - | - | - |

In der ersten Zeile sehen wir die Permutation {\displaystyle \tau _{1}={\bigl (}{\begin{smallmatrix}1&2&3&4\\1&2&3&4\end{smallmatrix}}{\bigr )}}
und in den folgenden Zeilen die Permutationen {\displaystyle \tau _{2}={\bigl (}{\begin{smallmatrix}1&2&3&4\\2&1&4&3\end{smallmatrix}}{\bigr )}},
{\displaystyle \tau _{3}={\bigl (}{\begin{smallmatrix}1&2&3&4\\3&4&1&2\end{smallmatrix}}{\bigr )}},
{\displaystyle \tau _{4}={\bigl (}{\begin{smallmatrix}1&2&3&4\\4&3&2&1\end{smallmatrix}}{\bigr )}}.
Diese Permutationen sind zueinander verschieden, die Abbildung {\displaystyle T\colon V\to S_{4}} mit {\displaystyle a\mapsto \tau _{a}} ist also injektiv.
Daraufhin kann man nun direkt nachrechnen, dass {\displaystyle T} ein Gruppenhomomorphismus ist, also {\displaystyle T(a*b)=T(a)\circ T(b)} für alle {\displaystyle a,b\in V} erfüllt.
Dies folgt ganz allgemein aus den Gruppenaxiomen, wie wir nun zeigen werden.

### Allgemeine Konstruktion
Sei {\displaystyle (G,*)} eine Gruppe. Als Menge wählen wir {\displaystyle M:=G}. Für jedes Gruppenelement {\displaystyle a\in G} definieren wir eine Abbildung {\displaystyle \tau _{a}\colon M\to M} durch {\displaystyle \tau _{a}(x):=a*x}. Diese Abbildung heißt Linksmultiplikation mit {\displaystyle a}.
1. Die Assoziativität {\displaystyle a*(b*x)=(a*b)*x} für alle {\displaystyle a,b\in G} und {\displaystyle x\in M} ist gleichbedeutend mit {\displaystyle \tau _{a}\circ \tau _{b}=\tau _{a*b}}.
2. Die Tatsache, dass {\displaystyle e\in G} neutrales Element ist, also {\displaystyle e*x=x} für alle {\displaystyle x\in M} erfüllt, ist gleichbedeutend mit {\displaystyle \tau _{e}=\mathrm {id} _{M}}.
3. Sind {\displaystyle a,b\in G} zueinander inverse Elemente, also {\displaystyle a*b=e}, dann folgt daraus {\displaystyle \tau _{a}\circ \tau _{b}=\tau _{a*b}=\tau _{e}=\mathrm {id} _{M}}.

Da in einer Gruppe {\displaystyle G} alle Elemente invertierbar sind, ist demnach jede der Abbildungen {\displaystyle \tau _{a}} bijektiv.
Wir erhalten also einen Gruppenhomomorphismus {\displaystyle T\colon G\to \mathrm {Sym} (M)} durch {\displaystyle T(a)=\tau _{a}}.
Dieser Homomorphismus ist injektiv: falls {\displaystyle \tau _{a}=\tau _{b}}, dann gilt insbesondere  {\displaystyle \tau _{a}(e)=\tau _{b}(e)} und daher {\displaystyle a=a*e=b*e=b}.
Damit ist {\displaystyle T} ein Isomorphismus zwischen der Gruppe {\displaystyle G}
und der Untergruppe {\displaystyle U=\mathrm {Bild} (T)=\{\tau _{a}\mid a\in G\}=\{\sigma \in \mathrm {Sym} (M)\mid \forall x\in M:\sigma (x)=\sigma (e)*x\}}.

### Bemerkungen
Der obige Beweis beruht auf der Beobachtung, dass die Linksmultiplikation eine Gruppenoperation der Gruppe {\displaystyle G} auf sich selbst ist, nämlich {\displaystyle G\times G\to G} mit {\displaystyle (g,x)\mapsto g*x}. Er zeigt sodann, dass jede Gruppenoperation {\displaystyle G\times M\to M} einen Gruppenhomomorphismus {\displaystyle T\colon G\to \mathrm {Sym} (M)} induziert. Im speziellen Fall der Linksmultiplikation ist {\displaystyle T} sogar injektiv und wird die (links)reguläre Darstellung genannt.
Der Beweis lässt sich analog führen, wenn man statt der Linksmultiplikation die Rechtsmultiplikation mit dem Inversen verwendet.
Er liefert dann unter Umständen eine andere Untergruppe von {\displaystyle \mathrm {Sym} (G)}, die aber ebenfalls isomorph zu {\displaystyle G} ist.

## Minimale Permutationsdarstellungen
Anstelle der im obigen Beweis verwendeten Menge {\displaystyle M=G} kann man oft auch kleinere Mengen finden. Zum Beispiel liefert der Beweis eine Darstellung der alternierenden Gruppe {\displaystyle A_{4}} mit {\displaystyle 12} Elementen als Untergruppe der {\displaystyle S_{12}}, obwohl die Menge {\displaystyle \{1,2,3,4\}} als Grundmenge {\displaystyle M} ausreichen würde, denn wir haben ja die Inklusion {\displaystyle A_{4}\hookrightarrow S_{4}}.
Zu einer gegebenen Gruppe {\displaystyle G} kann man sich daher fragen, ab welchem Grad {\displaystyle n} ein injektiver Gruppenhomomorphismus {\displaystyle G\hookrightarrow S_{n}} existiert (auch treue Permutationsdarstellung oder Einbettung genannt – siehe zu den in diesem Abschnitt geschilderten Fragen auch den Artikel Permutationsgruppe). Der Satz stellt klar, dass dies für {\displaystyle n=|G|} jedenfalls möglich ist. Es ist eine interessante und mitunter schwierige Frage, den minimalen Grad {\displaystyle m(G)} zu bestimmen, für den dies möglich ist.
Interessanterweise gibt es Gruppen {\displaystyle G}, für die die reguläre Darstellung schon minimal ist, also {\displaystyle m(G)=|G|}. Für eine solche Gruppe gibt es also Einbettungen {\displaystyle G\hookrightarrow S_{n}} nur für {\displaystyle n\geq |G|}. Dies gilt zum Beispiel für jede zyklische Gruppe {\displaystyle \mathbb {Z} /p\mathbb {Z} } von Primzahlordnung, denn keine symmetrische Gruppe {\displaystyle S_{k}} mit {\displaystyle k<p} enthält ein Element der Ordnung {\displaystyle p} (Satz von Lagrange). Gleiches gilt für jede zyklische Gruppe {\displaystyle \mathbb {Z} /p^{k}\mathbb {Z} }, deren Ordnung eine Primzahlpotenz ist: Keine symmetrische Gruppe {\displaystyle S_{l}} mit {\displaystyle l<p^{k}} enthält ein Element der Ordnung {\displaystyle p^{k}}. (Dies folgt aus der Zerlegung einer Permutation in ein Produkt disjunkter Zykel.) Auch die kleinsche Vierergruppe {\displaystyle \mathbb {Z} /2\mathbb {Z} \times \mathbb {Z} /2\mathbb {Z} } der Ordnung {\displaystyle 4} lässt sich in {\displaystyle S_{4}}, aber nicht in {\displaystyle S_{3}} einbetten (ebenfalls nach dem Satz von Lagrange). Einen vollständigen Überblick verschafft folgendes Ergebnis:
Für die folgenden Gruppen {\displaystyle G} ist die reguläre Darstellung bereits minimal, das heißt, es gibt Einbettungen {\displaystyle G\hookrightarrow S_{n}} nur für {\displaystyle n\geq |G|}:
1. {\displaystyle \mathbb {Z} /2\mathbb {Z} \times \mathbb {Z} /2\mathbb {Z} }, die kleinsche Vierergruppe.
2. {\displaystyle \mathbb {Z} /p^{k}\mathbb {Z} }, eine zyklische Gruppe, deren Ordnung eine Primzahlpotenz ist.
3. {\displaystyle Q_{2^{k}}}, eine verallgemeinerte Quaternionengruppe der Ordnung {\displaystyle 2^{k}} mit {\displaystyle k\geq 3}.

In den Fällen (2) und (3) ist jede Einbettung {\displaystyle G\hookrightarrow S_{n}} mit {\displaystyle n=|G|} konjugiert zur regulären Darstellung.
Umgekehrt gilt, wenn für eine endliche Gruppe {\displaystyle G} die reguläre Darstellung minimal ist, dann ist {\displaystyle G} eine Gruppe aus dieser Liste.
Für alle anderen Gruppen lässt sich also der Grad {\displaystyle n=|G|} aus dem Satz von Cayley noch reduzieren.

## Geschichte
Der Satz wird allgemein Arthur Cayley zugeschrieben, der die Grundidee bereits 1854 in einem der ersten Artikel der Gruppentheorie formulierte. 
Allerdings führt William Burnside in seinem Buch über Gruppentheorie den vollständigen Beweis auf Camille Jordan im Jahre 1870 zurück. Eric Nummela argumentiert jedoch, dass die übliche Bezeichnung als Satz von Cayley durchaus korrekt ist: Cayley hatte in seiner Arbeit von 1854 gezeigt, dass die obige Abbildung in die symmetrische Gruppe injektiv ist, auch wenn er nicht explizit gezeigt hat, dass sie ein Gruppenhomomorphismus ist.